# قميلة سرفيلية
قميلة سرفيلية أو جزر شيطاني سرفيلي (الاسم العلمي:Torilis anthrisca) هو نوع غير مؤكد من النباتات يتبع جنس القميلة من الفصيلة الخيمية.